# Ahmet Çakar
Ahmet Çakar (ur. 4 maja 1962 roku w Çankırı) – turecki międzynarodowy sędzia piłkarski.

## Najważniejsze mecze
- Euro 1996 – Rumunia – Hiszpania 1:2 (Faza grupowa)
- Liga Mistrzów UEFA 1994/95 – AC Milan – SL Benfica 2:0 (I mecz ćwierćfinałowy)
- Liga Mistrzów UEFA 1994/95 – Bayern Monachium – AFC Ajax 0:0 (I mecz półfinałowy)
- Młodzieżowe Mistrzostwa Świata 1993 – Brazylia – Ghana 2:1 (Finał)

## Liga Mistrzów UEFA 1996/97
W pamięci polskich kibiców najbardziej zapisał się jako sędzia główny meczu rundy kwalifikacyjnej Ligi Mistrzów pomiędzy Brøndby IF a Widzewem Łódź rozegranego 21 sierpnia 1996 roku w Kopenhadze. W końcówce spotkania, po golu Pawła Wojtali dającego awans łodzianom do fazy grupowej, „zachęcany” przez komentatora Tomasza Zimocha do jak najszybszego zakończenia meczu (Panie Turek, niech pan tu kończy to spotkanie!).

## Inne
Z zawodu lekarz medycyny. Żonaty, dwoje dzieci. Po zakończeniu kariery sędziowskiej został ekspertem telewizyjnym.